# Kreuzsteinbad

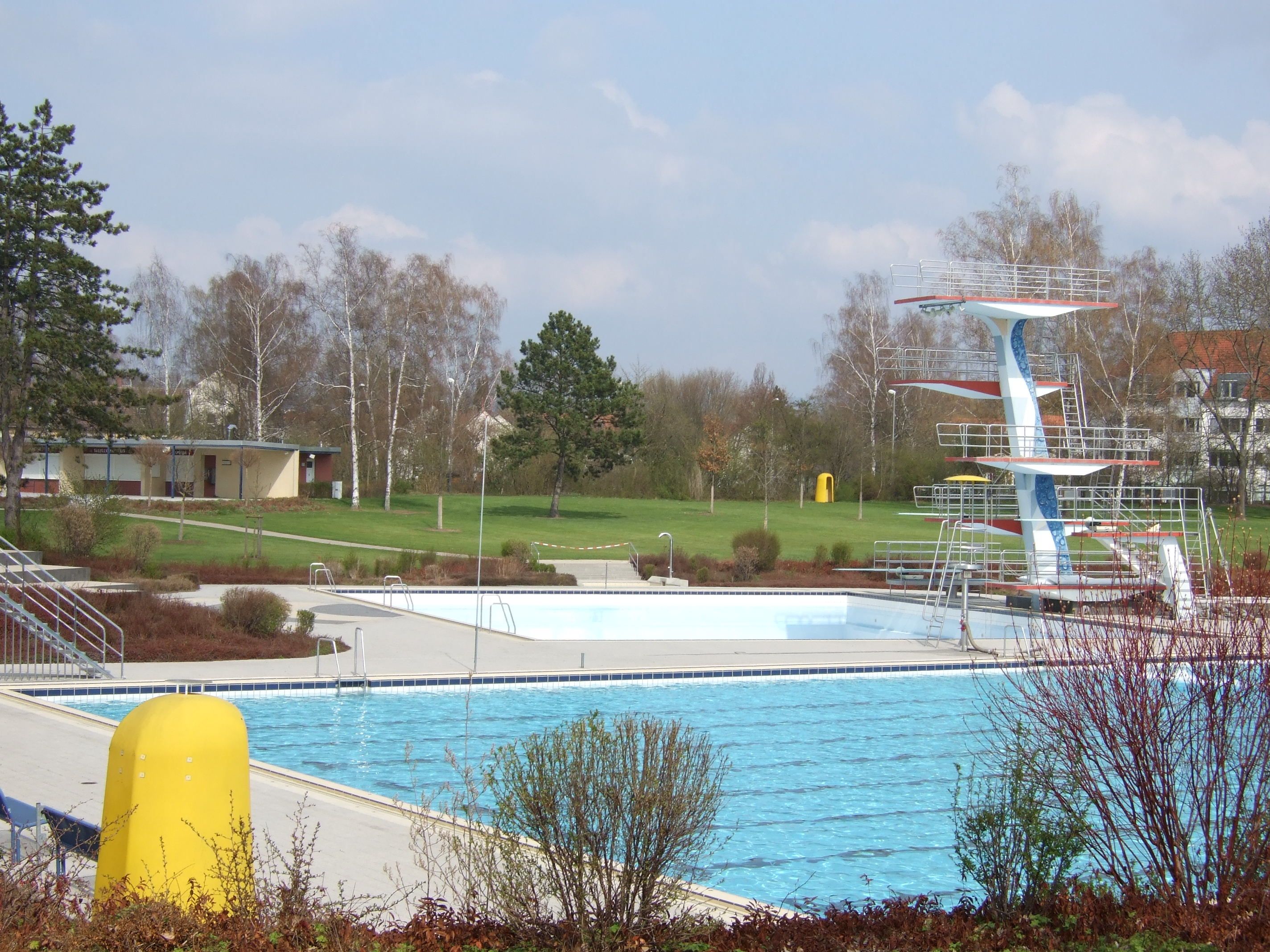
Kreuzsteinbad: Schwimmbecken und Sprungbecken mit 10-m-Sprungturm

Das Kreuzsteinbad ist das größte öffentliche Freibad in Bayreuth. Betrieben wird es von den Stadtwerken Bayreuth, einem Eigenbetrieb der Stadt.

## Lage und Namensgebung
Die Badeanstalt befindet sich am östlichen Rand des Stadtteils Birken, südlich der Universitätsstraße, nahe der Universität und der Städtischen Jugendherberge. Namensgeber ist der am Haus Nürnberger Straße 5 befindliche Kreuzstein aus dem 16. Jahrhundert. Er wurde zum Gedenken an einen Ermordeten am Tatort als Gedächtnisstein gesetzt. Unweit davon wurde, an der Bahnstrecke nach Hollfeld und Thurnau, im Jahr 1904 die mittlerweile nicht mehr existente Bahnstation Kreuzstein eröffnet. Der nahegelegene Glasenweiher wird auch als „Kreuzsteinweiher“ bezeichnet.

## Geschichte

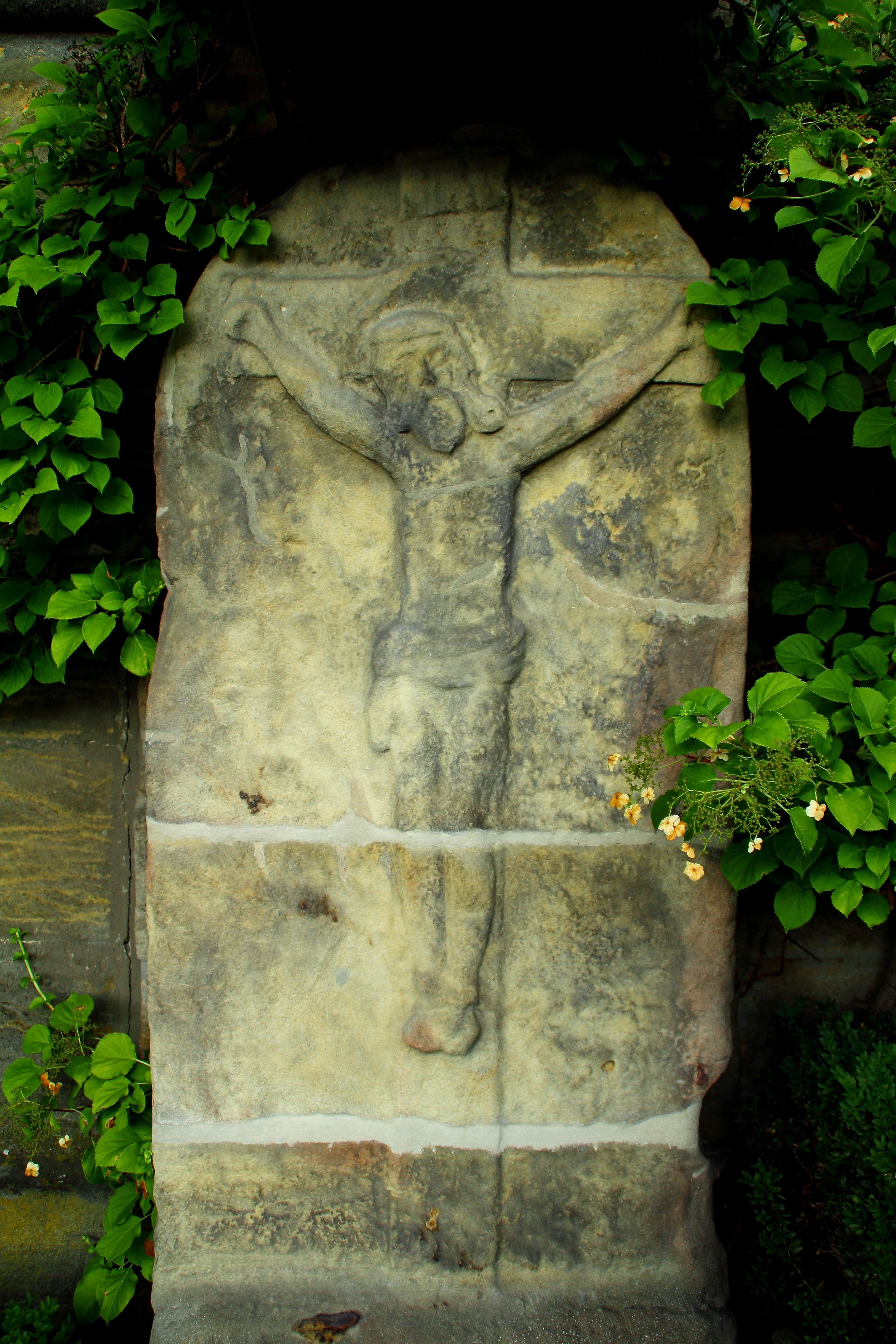
Der Kreuzstein an der Nürnberger Straße

Vorläufer des Kreuzsteinbads war der vom Sendelbach gespeiste Lange Weiher. Im März 1831 wurde das im Besitz der Stadt befindliche Gewässer als Schwimmanstalt für die örtliche Garnison eingerichtet. 1883 wurde der inzwischen abgetrennte tiefere westliche Teil des Weihers bis 1923 dem Militär unentgeltlich überlassen.
Nach Vertragsablauf konnte der 1921 gegründete Schwimmverein Bayreuth in ein fast 40 Jahre dauerndes Pachtverhältnis mit der Stadt eintreten. Der vormalige Militärschwimmweiher wurde entschlammt und eine Sandsteinmauer als Beckenbegrenzung geschaffen. Die „Schwimmschule“, wie das Bad fortan genannt wurde, bestand in dieser Form bis 1962 und erhielt das Wasser nach wie vor über einen Vorwärmweiher vom Sendelbach. In den 1950er Jahren wurde am Südrand des großen Beckens ein gefliestes Nichtschwimmerbecken abgetrennt, das beim Bau des Kreuzsteinbads erhalten blieb.
Nach der Saison 1962 endete das Pachtverhältnis zwischen Stadt und Schwimmverein. Während einer Sperrung im Jahr 1963 wurde die Schwimmschule umfassend umgebaut und am 14. Mai 1964 als städtisches Kreuzsteinbad wiedereröffnet. Mit seinen vier Becken und einem 10-Meter-Sprungturm war es die modernste und größte Freibadanlage der Region. Das Nichtschwimmerbecken erhielt am tieferen Ende eine Kinderrutsche. In der Saison 1968 wurde das Wasser – über eine provisorische Fernwärmeleitung und einen Wärmetauscher – erstmals beheizt.
Im Zuge einer umfangreichen Sanierungsmaßnahme in der zweiten Hälfte der 1990er Jahre wurde das Nichtschwimmerbecken abgerissen und 1996 durch ein Wellenbecken mit einem phantasievollen Grundriss ersetzt. Dort gibt es auch Wasserspeier, Schwallbrausen, Blubberbuchten und eine Insel. Die einfache Kinderrutsche wurde durch eine 85 Meter lange gewundene Großrutsche ersetzt, das Becken für Kleinstkinder versetzt und größer neu aufgebaut. Das quadratische Sprungbecken und das 50-Meter-Schwimmbecken blieben erhalten; im Rahmen des Umbaus wurden zur Badesaison 1999 ihre bisherigen Überlaufrinnen durch „Finnische Rinnen“ ersetzt.

## Aktuelle Situation
Nach wie vor bestehen die jetzt teilweise als Tischtennisräume genutzten Gebäude für die Umkleidekabinen und der Kiosk. Die Rasenflächen wurden nach Südosten hin ausgedehnt. 2014 wurde die Halle B umgebaut, um dort Personalräume, Sanitäreinrichtungen, Umkleiden und Schließfächer unterzubringen. Zur Saison 2016 wurde der Eingangs- und Kassenbereich modernisiert und barrierefrei umgestaltet. Das Beheizen des Wassers geschieht auf umweltfreundliche Weise.
Die Badesaison dauert im Durchschnitt 120 Tage im Jahr. Die Becken fassen 5500 Kubikmeter Wasser, davon werden stündlich 1600 Kubikmeter zu Trinkwasserqualität aufbereitet. Die Kosten für Strom, Gas und Wasser betrugen im Jahr 2014 pro Öffnungstag durchschnittlich 1200 Euro. An heißen Tagen fallen bis zu vier Kubikmeter Restmüll an. Am 18. Juni 2002 wurde mit 7818 Badegästen der bisherige Besucherrekord aufgestellt, in der Saison 2015 wurden ca. 155.000 Besucher gezählt.
Die Gesamtfläche des Kreuzsteinbads beträgt ca. 42.000 Quadratmeter, davon sind rund 3.000 Quadratmeter Wasserflächen und 24.000 Quadratmeter Rasen- und Spielflächen. Eine im Frühjahr 2024 installierte Photovoltaikanlage soll rund 240.000 Kilowattstunden Strom pro Jahr erzeugen, womit das Bad etwa die Hälfte seines Bedarfs abdecken kann.

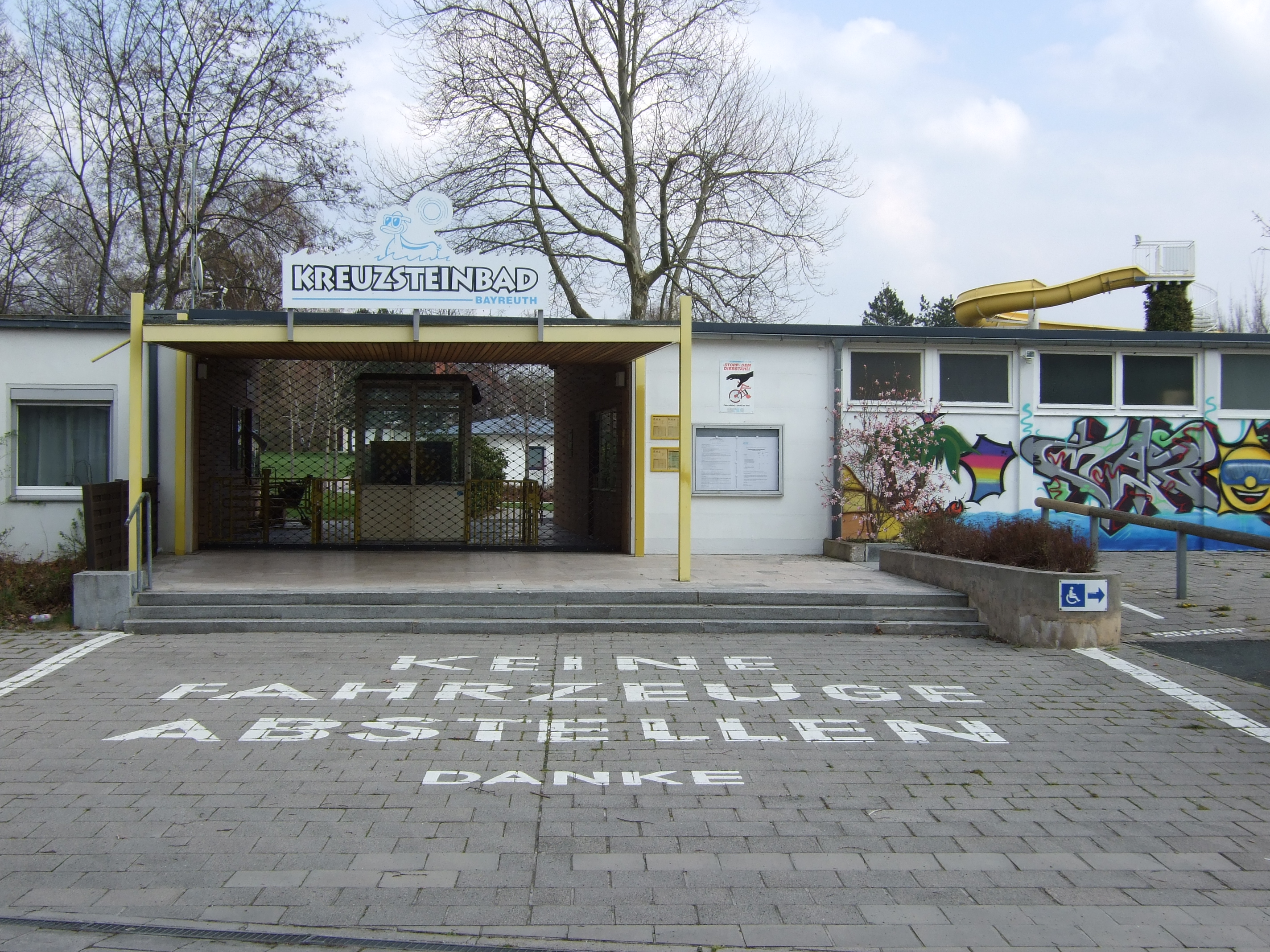
Eingang zum Kreuzsteinbad vor der Umgestaltung
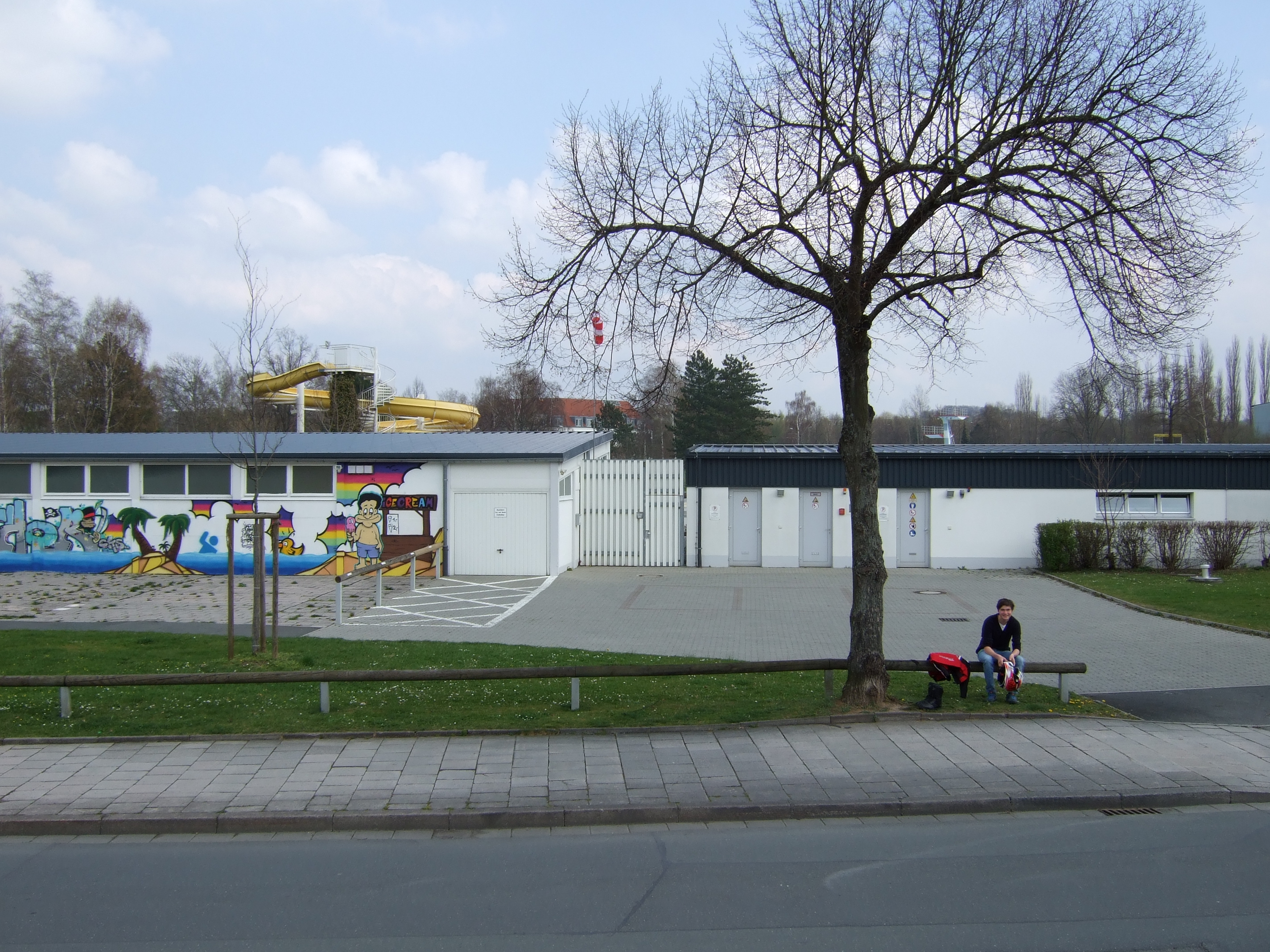
Betriebseingang mit Rutsche und Sprungturm
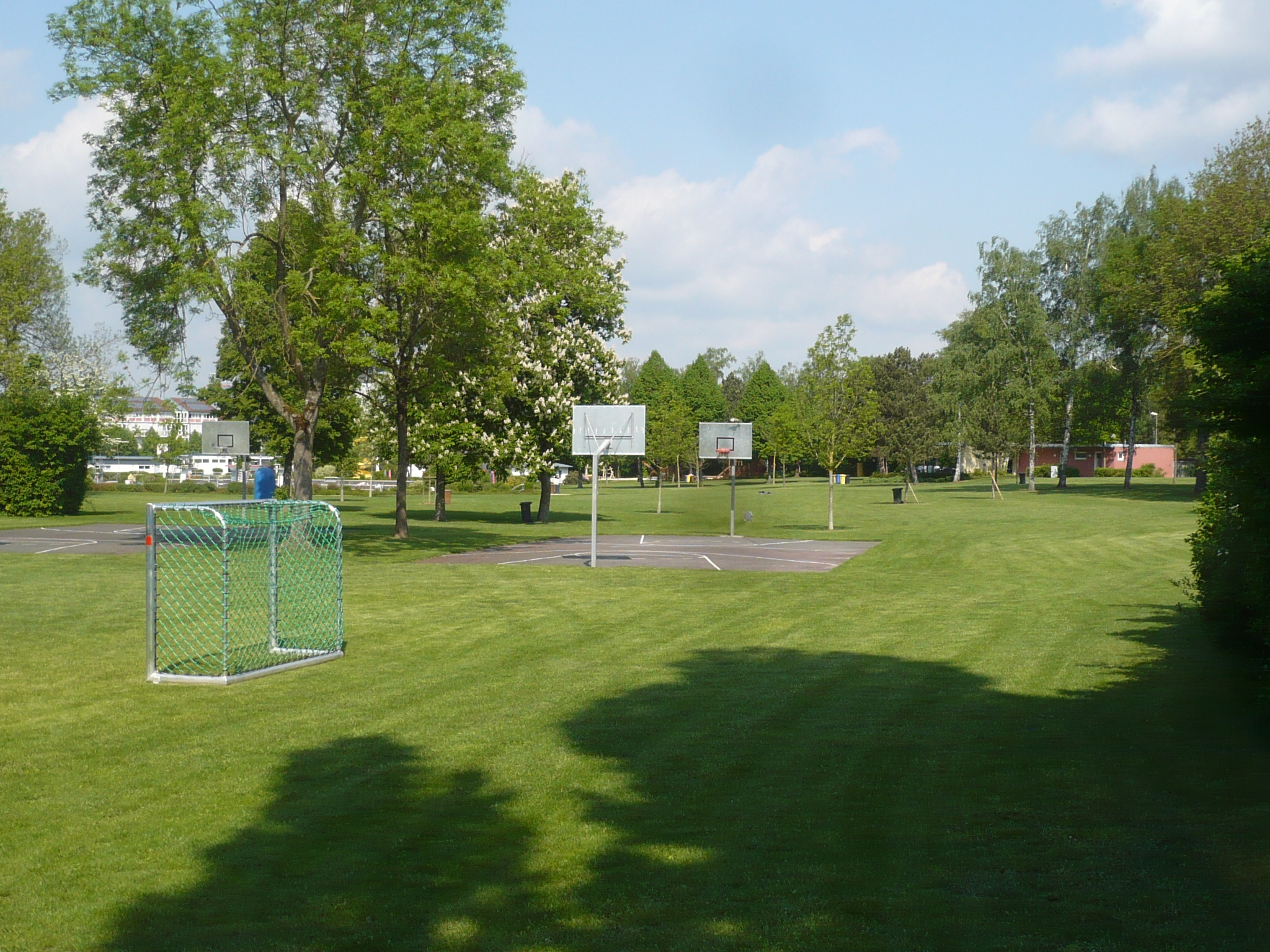
Liegewiese und Spielflächen

## Sportveranstaltungen
- 1964: Länderkampf im Kunst- und Turmspringen Bayern – Slowenien
- Juli 1966: Zweitägiger Länderkampf im Schwimmen, Springen und Wasserball Deutschland – Großbritannien. In fast allen Disziplinen waren die Briten überlegen, einer der wenigen deutschen Siege gelang über 100 Meter Freistil.[17]
- 1969: Bayerische Schwimmmeisterschaften

## Attraktionen
Am 20. Juli 2019 lud das Kreuzsteinbad erstmals zum „Fun Day“ ein. Bei freiem Eintritt gab es bis 20:30 Uhr u. a. Schnuppertauchen, Stand-up-Paddling, Kanufahren, Balancieren auf der Slackline, Kostümspringen und ein Spielmobil sowie Food- und Bartrucks.
Zum Saisonende gibt es jeweils einen „Hundebadetag“, am 14. September 2015 wurde das Bad erstmals für Hunde freigegeben.